# 1700 в Україні

## Події
- У Стамбулі було підписано перемир'я, за умовами якого Росія отримала Азов і припиняла сплачувати данину Кримському ханові.
- кошовий отаман Війська Запорозького Герасим Криса.

## Особи

### Народились
- Олекса Довбуш (1700—1745) — найвідоміший із опришківських ватажків у Карпатах.
- Стефан (Калиновський) (1700—1753) — церковний педагог, просвітитель фіно-угорських країн півночі Європи. Єпископ безпатріаршої Російської православної церкви; архієпископ Новгородський та Великолуцький РПЦ.
- Платон Петрункевич (1700—1757) — релігійний діяч доби Гетьманщини, єпископ Владимирський і Ярополчеський Російської православної церкви. Засновник духовної семінарії у Владимирі-на-Клязьмі.
- Францішек Салезій Потоцький (1700—1772) — урядник Речі Посполитої, магнат, меценат. Київський (з 1756), волинський воєвода (1755), крайчий великий коронний (1736), претендент на польську корону.
- Веніамін (Пуцек-Григорович) (1700—1785) — церковний діяч, мовознавець. Митрополит Казанський та Свіязький синодальної РПЦ (1775—1782). Автор абетки й письма марійської, удмуртської та чуваської мови.
- Симон (Тодорський) (1700—1754) — єпископ Відомства православного сповідання Російської імперії, архієпископ Псковський, Ізборзький та Нарвський.
- Єронім Шептицький (1700—1773) — Римо-католицький релігійний діяч, єпископ-помічник Луцький у 1739—1759 роках, єпископ Плоцької дієцезії (1759—1773).

### Померли
- Інокентій (Винницький) (1654—1700) — єпископ Перемиський з 1680 до 1700 року, православний, з 1691 року греко-католицький (унійний), прийняв і проголосив 23 червня 1691 року Берестейську унію в Перемиській єпархії.

## Засновані, зведені
- Березове (Обухівський район)
- Бирлівка (Драбівський район)
- Білокуракине
- Борохи
- Борщівська Турка
- Верхній Салтів
- Волошинівка
- Гмирянка
- Дахталія
- Друцьке
- Ємчиха
- Заудайка (Прилуцький район)
- Карпилівка (Сарненський район)
- Кирносове
- Ковалі (Золочівський район)
- Кудлаївка (Новгород-Сіверський район)
- Лоска
- Мазки
- Мала Кошелівка
- Мартинівка (Золочівський район)
- Мигурів
- Миронівка (Золочівський район)
- Мовчанів (Новгород-Сіверський район)
- Мокляки (Прилуцький район)
- Нападівка (Липовецький район)
- Неграші
- Нова Оржиця
- Орликівка
- Пилипче (Баришівський район)
- Постольне (Золочівський район)
- Приозерне (Прилуцький район)
- Рудник (Крижопільський район)
- Ружицьке
- Селичівка
- Семенівка (Обухівський район)
- Слобідка (Новгород-Сіверський район)
- Стара Гутка
- Сухоставець
- Тернівка (Бершадський район)
- Тростянчик
- Хибалівка
- Хотіївка (Семенівський район)
- Цапівка
- Чепелівка
- Черемушна
- Шарівка (смт)
- Шипувате (село)
- Ярешки (Баришівський район)
- Вознесенський монастир (Переяслав)
- Хрестовоздвиженська церква (Києво-Печерська лавра)
- Церква Феодосія Печерського
- Навчально-науковий інститут історії, етнології та правознавства імені О.М. Лазаревського
- Чернігівський колегіум
- Свято-Георгіївський храм (Дубно)
- Мар'янівський склозавод